# Sarafan
Sarafan (em russo: Сарафан, do persa: sеrāрā) é um tradicional traje típico, vestido como vestimenta folclórica por mulheres russas.
Normalmente o sarafan é usado com um kokoshnik.